# Owca Dolly

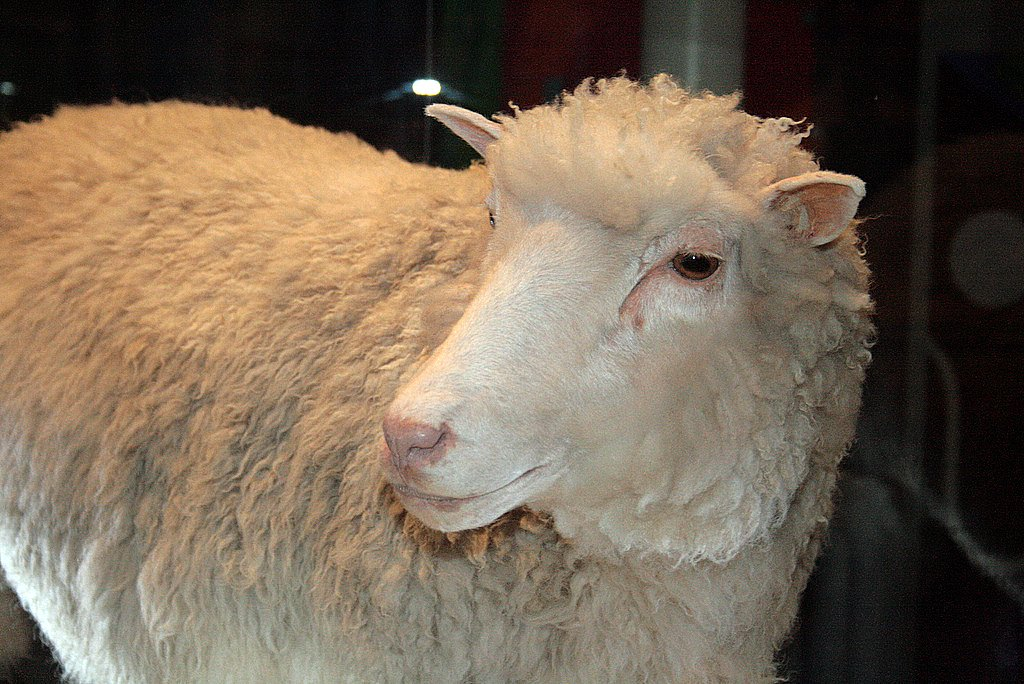
Wypchana Dolly jako eksponat w Royal Museum of Scotland

Owca Dolly (5 lipca 1996 – 14 lutego 2003) – owca domowa, pierwsze zwierzę sklonowane z komórek somatycznych dorosłego osobnika metodą transferu jąder komórkowych. Dolly została sklonowana przez naukowców z Instytutu Roslin we wsi Roslin pod Edynburgiem w Szkocji – Iana Wilmuta i Keitha Campbella wraz z zespołem. Urodzona 5 lipca 1996 roku Dolly przeżyła nieco ponad 6,5 roku.
Komórki będące źródłem materiału genetycznego do klonowania (pierwowzór klona) zostały pobrane z gruczołu mlekowego dorosłej owcy rasy Finn-Dorset. Wyodrębniono z nich jądra komórkowe, które z kolei przeniesiono metodą transferu jądrowego do wcześniej pozbawionych jąder komórek jajowych owcy rasy Scottish Blackface. Udowodniono w ten sposób możliwość sklonowania całego organizmu na podstawie materiału genetycznego (z małymi wyjątkami) pobranego z dowolnej części jego ciała, z komórek w pełni zróżnicowanych somatycznie, które były zdolne odzyskać swoją pluripotencjalność i w rezultacie zapoczątkować rozwój całego organizmu. Tym niemniej pierwszymi sklonowanymi zwierzętami ze zróżnicowanych komórek, przy pionierskim użyciu metody transferu jąder komórkowych, były Megan i Morag – owce sklonowane w 1995 roku z komórek blastocysty, pochodzących jednak z hodowli komórkowej, a nie bezpośrednio od innego, żyjącego zwierzęcia.
Dolly, sklonowaną z komórek gruczołu mlekowego (wymienia), nazwano imieniem piosenkarki country Dolly Parton, co było żartobliwym nawiązaniem do jej dużego biustu.

## Narodziny

Schemat procedury klonowania, na drodze której powstała Dolly

Dolly była wynikiem długiego programu badawczego prowadzonego w Instytucie Roslin, a sponsorowanego przez brytyjskie Ministerstwo Rolnictwa, Rybołówstwa i Żywności oraz częściowo przez firmę biotechnologiczną PPL Therapeutics. Dolly sklonowano metodą transferu jąder komórkowych (komórek somatycznych), polegającą na mechanicznym przeniesieniu (za pomocą mikropipety) jądra z komórki somatycznej (pochodzącej od dawcy materiału genetycznego, „matrycy” klona) do pozbawionego własnego jądra oocytu tego samego gatunku. Powstała komórka chimeryczna była następnie stymulowana do podziałów krótkim impulsem elektrycznym, co doprowadziło do powstania blastocysty (jak w rozwijającej się zygocie). Rozwój blastocysty był monitorowany i po sześciu dniach, gdy uzyskano pewność jej normalnego rozwoju, została ona wszczepiona do macicy matki zastępczej. W eksperymencie, z 277 przeprowadzonych fuzji powstało 29 zarodków, które wszczepiono matkom zastępczym (często po 2–3 na jedną). W przypadku zarodka, który miał stać się Dolly, po 45 dniach stwierdzono prawidłowe zawiązanie się ciąży i rozwój płodu, i przez następne 100 dni ciąży ultrasonograficznie monitorowano jej przebieg. Ciąża przebiegała, w odróżnieniu od znanych przypadków klonowanych zwierząt, bez powikłań i w jej rezultacie na świat przyszła całkowicie zdrowa owca – Dolly.
Powstały w następstwie organizm był genetyczną kopią organizmu-dawcy komórek somatycznych. Jednak identyczność genetyczna dotyczy w takim wypadku tylko DNA jądrowego. Mitochondria, semi-autonomiczne organella komórkowe z własnym materiałem genetycznym (mtDNA), pochodzą od dawcy komórki jajowej.
W eksperymencie komórki jajowe pochodziły od owiec rasy Scottish Blackface, o charakterystycznych, czarnych pyskach. Matka zastępcza również była rasy Scottish Blackface. Klonowany materiał genetyczny (jądro komórkowe) pobrano od owcy rasy Finn-Dorset o białym umaszczeniu. Ponieważ u owiec czarne pyski są dziedziczone dominująco, wystąpienie takiej cechy u jagnięcia natychmiast wykazałoby niepowodzenie eksperymentu i oznaczałoby, że część cech została przejęta od dawcy komórki jajowej, a nie owcy-matrycy klona.
Rok przed narodzinami Dolly ten sam zespół zdołał sklonować owcę z komórek zarodka, jednak nie zostało to uznane za przełomowe osiągnięcie, gdyż klonowanie kręgowców z komórek zarodka było znane od 1958 roku, kiedy sklonowano w ten sposób żabę z gatunku Xenopus laevis.
Dolly była więc pierwszym zwierzęciem (ssakiem) sklonowanym z komórek osobnika dorosłego, jakkolwiek zastosowana metoda klonowania miała małą wydajność – Dolly (eksperyment oznaczony 6LL3) była jedyną udaną próbą na 277 przeprowadzonych.

## Życie
Dolly całe swoje życie spędziła w Instytucie Roslin, gdzie nieustannie była obiektem uwagi mediów. W Instytucie została skojarzona z trykiem rasy Welsh Mountain o imieniu David, w wyniku czego przyszło na świat sześć jagniąt. Pierwsze z nich urodzone w kwietniu 1998 roku nazwano Bonny. Następnego roku urodziły się bliźnięta, a kolejny rok później trojaczki.
W roku 2001 pięcioletnia wówczas Dolly zaczęła cierpieć z powodu zapalenia stawu w lewej tylnej nodze. Schorzenie to występuje u owiec, jednak zwykle nie pojawia się u zwierząt młodszych niż dziesięcioletnie. Dotyczy także raczej przednich nóg. Nie było jasne, czy tak wczesne wystąpienie zapalenia stawu u Dolly mogło być wynikiem klonowania. Zauważono jednak, że będąca w szczególnej uwadze mediów i gości Dolly cierpiała na nadwagę, co w połączeniu z nienaturalnym zwyczajem stawania na tylnych nogach podczas proszenia o smakołyki, mogło doprowadzić do wcześniejszego wystąpienia zapalenia w nietypowym miejscu. Także późniejsze badania różnych sklonowanych zwierząt dowiodły, że 77% z nich nie miało żadnych problemów ze zdrowiem. Zapalenie stawów Dolly udało się zwalczyć za pomocą leków przeciwzapalnych.

## Śmierć
14 lutego 2003 roku Dolly została uśpiona z powodu postępującej choroby płuc. Owce rasy Finn Dorset dożywają zwykle 12–15 lat, Dolly miała niecałe 7. Wywołało to dyskusję na temat wpływu klonowania na zdrowie klonów. W przypadku Dolly sekcja zwłok wykazała, że cierpiała ona na formę raka płuc zwaną Jaagsiekte – powszechną chorobę owiec powodowaną przez retrowirusa JSRV. Choroba ta u Dolly nie miała jednak żadnego związku z klonowaniem, ponieważ trzy lata wcześniej spowodowała ona śmierć innej sklonowanej owcy w stadzie – Cedrica, co było dowodem na to, że ten łatwo przenoszony przez kontakt bezpośredni wirus jest obecny w populacji owiec z Instytutu Roslin. W marcu 2000 chorobę wykryto także u Moraga, owcy sklonowanej z komórek kultywowanych, która długi czas przebywała z Dolly w jednej zagrodzie. Dolly poddano izolacji razem z jej pierwszym jagnięciem Bonny, jednak gdy chorobę potwierdzono we wrześniu w całym jej drugim miocie, zaniechano izolacji mając pewność, że Dolly także jest nosicielem wirusa. Sprawę utrudniał brak opracowanych metod wykrywania wirusa bezpośrednio we krwi, jak i brak skutecznych szczepionek oraz metod leczenia. Dolly zapewniono odpowiednią opiekę i wzmożony nadzór weterynaryjny. Pierwsze objawy choroby wykryto 10 lutego, gdy owca zaczęła kaszleć. Tomografia komputerowa i inne badania potwierdziły obecność rozwijającego się guza, wobec tego, by skrócić ewentualne cierpienia zwierzęcia, Dolly uśpiono podając jej zwiększoną dawkę środków znieczulających.
Pojawiły się także opinie, że czynnikiem uwikłanym we wczesną śmierć Dolly mogło być przedwczesne starzenie, będące wynikiem klonowania. Sugerowano, że Dolly była już „stara” w momencie narodzin. Faktycznie, badania przeprowadzone gdy Dolly miała jeden rok ujawniły, że jej telomery, struktury chromosomalne związane z procesami starzenia i będące molekularnym wskaźnikiem starzenia się, są krótsze niż spodziewane dla owcy w jej wieku, co wskazywałoby, że jej materiał genetyczny jest „starszy” niż wynikałoby to z jej wieku biologicznego. Jednak w następnych latach, kolejne badania na większych grupach zwierząt ujawniły, że telomery odtwarzają swoją długość po procesie transferu jąder, a bydło domowe sklonowane z komórek płodowych ma telomery normalnej długości. Z kolei bydło domowe sklonowane z komórek somatycznych ma je nawet nieco dłuższe (nawet te osobniki bydła domowego, które zdechły zaraz po urodzeniu wskutek powikłań w życiu płodowym i okołoporodowych). Naukowcy domniemywają, że krótsze telomery w przypadku Dolly mogły być wynikiem różnic gatunkowych, będących źródłem odmiennych reakcji komórkowych na proces klonowania, a także że proces ich odtwarzania po transferze jądra mógł być różny w zależności od typu komórek użytych w tym procesie. Telomery Dolly, mimo że miały o 20% mniejszą długość niż u młodych owiec w tym samym wieku, nie były jednak tak krótkie jak u owiec starych. Także dodatkowe badania nie wykazały żadnych oznak przedwczesnego starzenia się. Analizy pośmiertne również nie ujawniły jakichkolwiek dowodów na to, że śmierć Dolly była przedwczesna, ponieważ była ona klonem.

## Następstwa
Od czasów Dolly z powodzeniem sklonowano inne ssaki: bydło domowe, konie, świnie, myszy, koty i psy, a także organizmy transgeniczne. Klonowanie niektórych gatunków stało się techniką rutynową, po pewnym czasie również dostępną komercyjnie dla klientów, tym niemniej wielu wciąż nie udało się sklonować, a także nie są znane wszystkie szczegóły będące naukową podstawą technik klonowania. W dalszym ciągu rozpatrywane są ewentualne zalety i wady klonowania oraz możliwości zastosowania tej techniki, np. do zwiększenia populacji ginących gatunków. Sklonowanie Dolly rozpoczęło także na nowo dyskusję etyczną nad moralnością procesu klonowania, także w aspekcie potencjalnego klonowania ludzi.

### Komentarze naukowców i prasy
Eksperyment natychmiast został skomentowany przez środowisko naukowe. W tym samym numerze pisma „Nature”, w którym obwieszczono narodziny Dolly, ukazał się komentarz z konkluzją, że „być może w przyszłości określeniem zbioru owiec nie będzie już dłużej stado, ale klony”.
Przeglądowe artykuły opublikowały także pisma opiniotwórcze, jak amerykański „Time”. W numerze z marca 1997 roku, którego bohaterkami okładki były owcze klony, ukazał się (równolegle z innymi artykułami dotyczącymi tematu) „Raport specjalny na temat klonowania”. Przyrównano w nim sklonowanie Dolly do boskiej kreacji Ewy z żebra Adamowego, podkreślano, że natura potrzebuje pomocy. Żartobliwie przyrównywano także Iana Wilmuta, „człowieka który stworzył życie z części innego dorosłego organizmu”, do Shelleyowskiego doktora Frankensteina. W innym roztaczano wizje i sugerowano potencjalną możliwość klonowania geniuszy. Nawiązania do potencjalnej możliwości klonowania ludzi pojawiły się niemalże natychmiast. Pędu wydarzeniom nadało kolejne doniesienie, niewiele później po Dolly, o sklonowaniu dwóch rezusów (także z użyciem technologii transferu jąder komórkowych) w laboratorium w Oregonie. Szybko rozwijający się bieg wypadków (bez zwracania uwagi na użycie stosunkowo nieefektywnej technologii) skłonił do przewidywań, że klonowanie człowieka z komórek dorosłego osobnika to kwestia 10 lat.

#### Zastrzeżenia co do powodzenia eksperymentu
Po ogłoszeniu szczegółów na temat klonowania Dolly niektórzy naukowcy (m.in. Walter Gilbert czy Norton Zinder) zgłosili zastrzeżenia co do tego, czy Dolly w ogóle była klonem (do porównania Dolly z jej „genetyczną matką” użyto wyłącznie DNA jądrowego, ale już nie mitochondrialnego), na ile metoda klonowania była naukowo wiarygodna (według krytyki w eksperymencie brakowało kilku istotnych kontroli) i czy eksperyment nie był dziełem przypadku, bowiem Dolly była efektem jednego udanego eksperymentu na kilkaset przeprowadzonych. Nie zaprzeczano faktom całkowicie, ale wskazywano na potencjalne braki, które przy eksperymencie tak doniosłym winny być całkowicie wykluczone. Jednak Wilmut, udostępniający wszystkie próbki do ewentualnych testów, miał też silne poparcie u naukowców, którzy uznali, że jego dowody są wystarczające.
Kilka miesięcy po Dolly zespół z Roslin Institute ogłosił kolejny sukces: sklonowanie transgenicznych owiec (Polly i Molly), będących nosicielami ludzkich genów czynnika IX krzepnięcia krwi. Ponieważ także te klony powstały przy pomocy metody transferu jąder komórkowych komórek somatycznych (tym razem użyto fibroblastów pochodzenia płodowego), eksperymentem tym udowodniono wiarygodność samej metody klonowania. Jednak Norton Zinder i Vittorio Sgaramella podtrzymali swoją krytykę. Wskazano ponownie na: brak kontroli z mitochondrialnym DNA, użycie płodowych komórek jako donorów jądra w kolejnych eksperymentach i niezachowanie „genetycznej matki” przy życiu lub fragmentów jej tkanek do kontroli. Wytykano także, że żadne z zapowiadanych klonowań (krów) nie doszło do skutku, a sam Wilmut ogłosił, że klonowania owiec z użyciem tych samych typów komórek nie będą powtarzane.
Wszelkie wątpliwości zostały rozwiane niecałe 2 lata później, gdy doniesiono o innych sklonowanych zwierzętach (m.in. rezusach, myszy Cumulinie, bydle domowym, kolejnych owcach). Wykonano także porównanie DNA mitochondrialnego owiec klonowanych w Roslin (Dolly i dziewięciu kolejnych), które jednoznacznie wykazało, że Dolly była klonem względem genów jądrowych, a jej mitochondria pochodziły od dawcy komórek jajowych.

#### Autorstwo eksperymentu
Wyjątkowe zainteresowanie mediów owcą Dolly, jak i osobą Iana Wilmuta jako „ojca” eksperymentu, wywołało także trwającą kilka lat debatę nad rzeczywistym autorstwem sukcesu. Pojawiły się zarzuty, że Ian Wilmut – kierownik zespołu badawczego – przypisał sobie większy udział w eksperymencie, niż miało to miejsce w rzeczywistości. On sam jednak podkreślał, że jego rola polegała głównie na kierowaniu pracami i nadzorze nad nimi oraz pozyskiwaniu funduszy, i że to Keith Cambell, a szczególnie jego wkład intelektualny, zasłużył na większe uznanie. To oświadczenie Wilmuta rozgoryczyło z kolei Billa Ritchiego, technika laboratoryjnego zespołu, który w wywiadzie dla dziennika „The Guardian” stwierdził, że jego udział w eksperymencie powinien zostać bardziej odnotowany, gdy tymczasem nie został on w ogóle ujęty jako autor publikacji o Dolly. Podkreślono także, że czasopismo „Nature”, niefrasobliwie publikując komentarze o rzekomym zagarnianiu całego udziału przez Wilmuta, przyczyniło się do zaognienia sytuacji, aż w końcu stwierdziło, że każdy z autorów wymienionych w publikacji, spełnił kryteria autorstwa doniesienia naukowego.

### Mass media, popkultura i sztuka
Zaraz po obwieszczeniu sukcesu eksperymentu sklonowania Dolly, media na całym świecie skupiły na niej swoją uwagę. Podobnie całe jej życie było pilnie obserwowane przez dziennikarzy. W szczególności w Stanach Zjednoczonych temat był poruszany przez wszelkiego rodzaju środki przekazu.
Wydarzenie szybko stało się inspiracją dla popkultury oraz reklam. Już kilka dni później stacje telewizyjne emitowały reklamy wykorzystujące popularność odkrycia. Jedna z nich prezentowała grupkę stereotypowo wykreowanych naukowców (białe fartuchy, rozwiane włosy, silne okulary) podrzucających bezwładną owcę i mamroczących coś, imitując szkocki akcent. Hasło przewodnie reklamy brzmiało: Ostatnio stworzono nową historię poprzez cud klonowania, a w kolejnej wersji: Rok 1997 doświadczył dwóch cudów, pierwszy to prezentowana wcześniej 'Dolly' rodem ze Szkocji. Drugi to niewiarygodne 6,99$ – za dowolną pizzę, dowolnej wielkości – reklamowany produkt sieci restauracji.
Natomiast w 2002 odbyła się premiera trzyaktowej opery Steve'a Reicha pt.Three Tales – będąca odpowiedzią na rozwój współczesnej technologii. Trzeci akt traktował o Dolly i klonowaniu.

### Opinia publiczna
W następnych miesiącach po sklonowaniu Dolly okazało się, że wnioski i perspektywy wynikające z tego eksperymentu, przez opinię publiczną zostały przyjęte negatywnie i podejrzliwie. Zdaniem naukowców duży udział miała w tym ignorancja środowisk nienaukowych, brak wykształcenia i niedostatek informacji lub było to wynikiem zbyt wybujałej reakcji, typowej dla opinii publicznej, a napędzanej przez media. Sklonowanie Dolly nie przyczyniło się do postawienia nowych pytań dotyczących etycznych aspektów klonowania, a pytania które się pojawiły były zadawane już wcześniej przy innych okazjach. Sukces Dolly posłużył jedynie do propagowania kwestii związanych z klonowaniem organizmów i ponownego ich rozpatrzenia.

### Następstwa prawne
Na narodziny Dolly i sklonowanie rezusów, które miało miejsce niedługo potem, zareagował ówczesny prezydent USA Bill Clinton. Zablokował on sponsorowanie badań nad klonowaniem człowieka z funduszy federalnych, a także zaproponował moratorium w sprawie opłacania badań na ten temat przez osoby prywatne, jednak nie zostało ono przyjęte w żadnym z kilkukrotnych głosowań w amerykańskim parlamencie, które odbyły się w następnych latach. Clinton zażądał także raportu od Narodowej Komisji Bioetyki (National Bioethics Advisory Commission). Jego działania spotkały się z raczej drwiącym przyjęciem przez dobrze wykształconą klasę średnią w USA.
Cięcia w funduszach dotknęły także Instytut Roslin, którego projekty badawcze na temat klonowania były w przeważającej części opłacane przez rząd brytyjski. Miesiąc po ogłoszeniu sukcesu sklonowania Dolly, brytyjskie Ministerstwo Rolnictwa, Rybołówstwa i Żywności wstrzymało przeznaczanie dalszych funduszy na ten cel, mimo istnienia narodowego planu rozwoju biotechnologii.

### Książki o odkryciu
Autorzy eksperymentu z Dolly: Ian Wilmut i Keith Campbell razem z biologiem Colinem Tudgem opisali historię swojego dokonania, a także innych pokrewnych badań przeprowadzonych w Instytucie Roslin, w książce pt. The Second Creation: Dolly and the Age of Biological Control (tytuł polski: Ponowny akt stworzenia: Dolly i era panowania nad biologią).
Sklonowanie Dolly w aspekcie przełomów, których dokonał ten eksperyment we współczesnej nauce i życiu, a także znaczenie narodzin Dolly dla historii ludzkości i inne związane z tym zagadnienia socjokulturowe, opisała Sarah Franklin w swojej książce pt. Dolly Mixtures: The Remaking of Genealogy.
Historię osiągnięcia oraz postępy techniki klonowania opisuje książka Klon. Dolly była pierwsza.